# Frittata

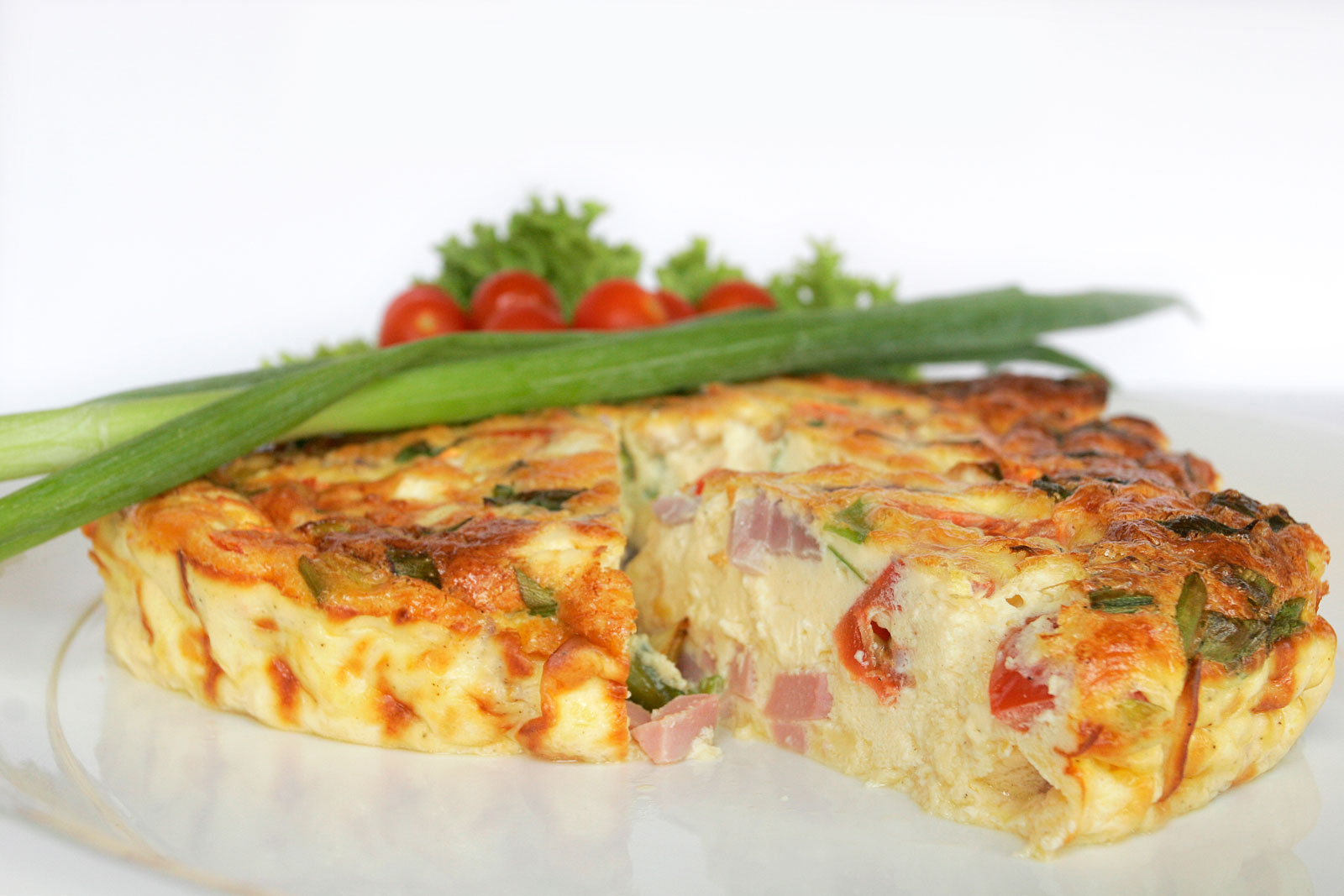
Frittata

Die Frittata ist eine italienische Eierspeise, bei der Gemüse mit verquirlten Eiern und anderen Zutaten wie Käse und Schinken, aber ohne Mehl, in einer Pfanne gebraten wird, wobei das Gericht ggf. einmal gewendet wird. 
Sie wird kalt oder warm als Vorspeise oder Hauptgericht serviert oder in kleineren Stücken zum Aperitif gereicht. Ebenfalls bekannt ist die Frittata in den USA durch italienische Einwanderer, sie wird auch in den New Yorker Delis angeboten. Die Frittata wird in der Pfanne gebacken. Grundlage sind geschlagene Eier, in die je nach Geschmack weitere Zutaten gegeben werden. Häufig werden dabei Gemüse wie Zucchini, Zwiebeln oder Pilze und Kräuter verwendet. Da sich Frittata sehr gut zur Resteverwertung eignet, findet man aber auch Varianten mit Fleisch oder Fisch, z. B. mit Garnelen oder Schinken.
Ebenso wie die spanische Tortilla bleibt die Frittata offen, so wie sie aus der Pfanne kommt, sie wird nicht zusammengeklappt oder umgeschlagen.
Im deutschen Sprachgebrauch unterscheidet man die Frittata von dem Omelett, das nicht gewendet, sondern gefaltet serviert wird. Ein Omelette kann außerdem schaumig geschlagen sein oder Mehl enthalten.
Im Italienischen kann frittata auch andere gebratene Eierspeisen wie z. B. Rührei bezeichnen.

## Namen der Frittata in den italienischen Dialekten und charakteristische lokale Beilagen.
- Molise: fr'ttiata; Variante: di Pasqua (von Ostern, mit Lammleber und Pecorino).
- Kalabrien: 'frittat
- Basilikata: fr'ttat
- Kampanien: frittata
- Emilia-Romagna: con i funghi prugnoli (mit Georgsritterlingen am Sankt-Georgs-Tag); frittata di uomini nudi (mit Weißköder).
  - Emilia: fartéda
  - Romagna: fritéda
  - Piacenza: fritä (fritada in Teilen der Provinz)
- Ligurien: fritâ; Varianten: con carciofi di Albenga (mit Artischocken aus Albenga), con le bietole (mit Mangold), con di gianchetti (mit Sardellenfilets, die in der Region Nizza „poutine“ genannt werden).
- Friaul-Julisch Venetien; Varianten: con il silene (mit aufgeblähten Silene oder Claquets), con i bruscandoli (mit jungen Hopfensprossen).
  - Friaul: fartae
  - Julisch Venetien: fritaja, fortaia; Varianten: con i giori di zucca (mit Zucchiniblüten), con die moeche (mit grünen Krabben in der Häutung).

- Lombardei
  - Mailand / Brianza: fritada
  - Westliche Lombardei: furtaa
  - Pavia: frità

- Mantua: fartàda, fretàda